# Mérifons
Mérifons település Franciaországban, Hérault megyében. Lakosainak száma 57 fő (2022. január 1.). Mérifons Brenas, Octon, Pézènes-les-Mines, Salasc és Valmascle községekkel határos.

## Népesség
A település népességének változása:
| Lakosok száma | 47   | 29   | 29   | 47   | 47   | 46   | 43   | 44   | 47   | 57   |
|               | 1968 | 1982 | 1990 | 2006 | 2013 | 2015 | 2017 | 2019 | 2020 | 2022 |